# Basselinia porphyrea
Espèce
Statut de conservation UICN

 EN  : En danger
Basselinia porphyrea est une espèce de plantes de la famille des Arecacées.